# (29113) 1981 EA34
A (29113) 1981 EA34 a Naprendszer kisbolygóövében található aszteroida. Schelte J. Bus fedezte fel 1981. március 1-jén.